# Amphisopus lintoni
Amphisopus lintoni là một loài chân đều trong họ Amphisopidae. Loài này được Nicholls miêu tả khoa học năm 1924.